# Péléiades
Les Péléiades (en grec ancien αἱ πελειάδες / ai peleiádes) sont dans la Grèce antique les femmes sacrées de Zeus et de la Déesse-Mère, Dioné à Dodone. D'après Hérodote, ces prêtresses sont au nombre de trois, nommées Proménéia, Timarété et Nicandre. La découverte à Dodone d'une monnaie d'un type rare, datée vers 300 av. J.-C. et portant sur une face le chêne sacré entouré de trois colombes, peut être considérée comme une confirmation archéologique du récit d'Hérodote.
Pindare fait référence aux Pléiades comme les péléiades, un vol de colombes, mais le lien paraît plus poétique que mythologique.
On peut émettre l'hypothèse que le mythe, rapporté par Hérodote au Ve siècle av. J.-C., de la colombe noire qui fut à l'origine de l'oracle de Dodone est une tentative d'appliquer une étymologie populaire au nom archaïque des prêtresses dont le sens était perdu. Il est possible que leur nom soit à l'origine lié aux racines signifiant « noir » ou « boueux » dans des noms tels que Pélée ou Pélops,,,.